# Linealitat
La linealitat és una relació o funció matemàtica que es pot representar gràficament per una línia recta, o per dues quantitats directament proporcionals entre elles, com ara el voltatge i el corrent elèctric en un circuit RLC, o també la massa i el pes d'un objecte.
La paraula 'lineal' ve de la paraula llatina linearis, que significa "creat per línies".

## Matemàtiques (funció lineal)

### Propietats
A matemàtiques, una funció lineal f (x) és aquella que satisfà les següents dues propietats (vegeu més avall per a un ús lleugerament diferent del terme):
- Propietat additiva (també anomenada propietat de superposició): Si hi ha f(x) i f(y), llavors f(x+y) = f(x)+f(y). Es diu que f és un grup isomorfisme pel que fa a l'addició.

- Propietat homogènia: f(ax) = af(x), per a tot nombre real a. Això fa que l'homogeneïtat segueixi a la propietat additiva en tots els casos on a és racional. En el cas que la funció lineal sigui contínua, l'homogeneïtat no és un axioma addicional per establir si la propietat additiva aquesta establerta.En aquesta definició x no és necessàriament un nombre real, però és en general membre d'algun espai vectorial.

En general, es diu en Matemàtiques que una funció és lineal quan compleix que la imatge de la suma és igual a la suma de les imatges (és a dir,{\displaystyle f(x+y)=f(x)+f(y)\;}) i quan la imatge del múltiple d'un objecte és igual al múltiple de la imatge (això és {\displaystyle f(\lambda x)=\lambda f(x)\;}).

### Propietat de linealitat
La propietat de linealitat està associada al concepte d'espai vectorial, conjunts en els quals es defineixen dues operacions, una interna (suma de vectors {\displaystyle x+y\;}) i una altra externa (multiplicació per un escalar λx, en què λ pertany a un conjunt extern), d'aquí que la propietat de linealitat s'expressi referida a aquestes dues operacions.
Per comprovar la linealitat d'una funció {\displaystyle f(x)} no és necessari realitzar la comprovació de les propietats d'homogeneïtat i additivitat per separat, amb mostrar que {\displaystyle f(ax+by)=af(x)+bf(y)} la linealitat queda demostrada.

### Operador lineal
El concepte de linealitat pot ser estès a l'operador lineal. Exemples importants d'operacions lineals inclouen la derivada considerada un operador diferencial i molts construïts d'ell, tal com el laplaciana. Quan una equació diferencial pot ser expressada en forma lineal, és particularment fàcil de resoldre al trencar l'equació en petites peces, resolent cadascuna d'aquestes peces i ajuntant les solucions.
Les equacions no lineals i les funcions no lineals són d'interès en la física i matemàtiques pel fet que són difícils de resoldre i donen lloc a interessants fenòmens com la teoria del caos.

### Álgebra lineal
L'Àlgebra lineal és la branca de les matemàtiques que s'encarrega de l'estudi dels vectors, espais vectorials (o espais lineals), transformacions lineals i sistemes d'equacions lineals.
Un ús lleugerament diferent de l'esmentat dalt, un polinomi de grau un es diu que és lineal, perquè la gràfica de la funció és una línia recta. Sobre els reals una funció lineal és de la forma
{\displaystyle F(x)=mx+b\,}
M és usualment anomenat el pendent o el gradient, b és la intercepció, la qual del punt d'intersecció entre la gràfica i l'eix independent.
Noteu que aquest ús del terme "lineal" no és el mateix que l'usat dalt, perquè els polinomis lineals sobre els nombres reals generalment no satisfan l'additivitat o l'homogeneïtat. De fet els polinomis els compleixen només quan b = 0, la funció llavors és anomenada funció afí (vegeu més general, transformació afí).

## Física
En física, linealitat és una propietat de les equacions diferencials que governança diversos sistemes interessants. Aquesta linealitat es troba per exemple en la teoria del potencial, les equacions de Maxwell de l'electromagnetisme, l'equació de la difusió i les equacions de l'elasticitat lineal.
En molts problemes les equacions de govern tenen la forma:

{\displaystyle {\mathcal {L}}(u_{f})=f}

On  o  és algun tipus de mangitud física incògnita associada a una certa font  f , i {\displaystyle {\mathcal {L}}(\cdot )} és algun tipus d'operador diferencial lineal. La linealitat de l'operador implica que si dues funcions  f  i  g  són dues funcions font diferents les solucions associats són  o  f   i  o  g  , la solució associada a la suma  f+g  ve donada per la suma de solucions  o  f +o  g  . Aquesta propietat permet descompondre un problema en subproblemes més senzills de tal manera que la solució al problema original pot obtenir-se com a suma de les solucions particulars dels subproblemes. La linealitat és una propietat bàsica que han de posseir les equacions perquè sigui aplicable el principi de superposició.

### Sistemes lineals
En Física és d'un interès particular l'estudi dels sistemes lineals, és a dir, aquells en què els efectes de la suma d'entrades és igual a la suma de les sortides individuals i l'efecte d'una entrada múltiple d'una altra és el mateix múltiple del resultat d'aquella entrada.
Més gràficament, si un sistema és tal que quan s'introdueix en el sistema A s'obté com a resultat As i quan s'introdueix B s'obté Bs el sistema és lineal només si a l'introduir A+B s'obté As+Bs i a l'introduir k vegades A s'obté k vegades As.
L'interès en l'estudi d'aquests sistemes es deu a la regularitat dels seus resultat i a la predictibilitat del seu funcionament. Per exemple, la major part dels dispositius electrònics són sistemes lineals. Els sistemes que se solen incloure dins de la denominada Teoria del Caos són, normalment, no lineals.

## Electrònica
L'Electrònica lineal és la branca de l'Electrònica basada en dispositius que poden operar amb rangs de tensió de valors continus (potenciòmetres, díodes, transistors, amplificadors operacionals, etc.). És l'oposat (i complementari) a l'Electrònica Digital, que només pot operar amb dos nivells lògics de tensions (corresponents a 1 i 0, encès i apagat, sí o no).
La regió d'operació d'un transistor és on l'emissor-col·lector de corrent està relacionat amb el corrent de base per un simple factor a escala, permetent que el transistor sigui utilitzat com un amplificador dels senyals elèctrics. També és usada de manera similar per descriure regions de qualsevol funció, matemàtica o física, que segueixen una línia recta amb un pendent arbitrària.